# Wetrowo (Kaliningrad, Neman)
Wetrowo (russisch Ветрово, deutsch Woydehnen, 1938 bis 1945 Wodehnen, auch: Schuppinnen, 1938 bis 1945 Schuppenau, litauisch Vaidėnai, auch: Žiupinėnai) ist ein Ort in der russischen Oblast Kaliningrad. Er gehört zur kommunalen Selbstverwaltungseinheit Stadtkreis Neman im Rajon Neman.

## Geographische Lage
Wetrowo liegt am Flüsschen Tilse (russisch: Tylscha), fünf Kilometer südwestlich der Kreisstadt Neman (Ragnit) an der Kommunalstraße 27K-095, die von Dubki (Paskallwen/Schalau) an der Regionalstraße 27A-033 (ex A198) nach Kanasch (Jurgaitschen/Königskirch) führt. Eine Bahnanbindung besteht nicht.

## Geschichte

### Woydehnen (Wodehnen)
Das einst Woydehnen genannte Dorf wurde am 15. April 1874 Amtsdorf und damit namensgebend für einen Amtsbezirk im Kreis Ragnit, ab 1922 Landkreis Tilsit-Ragnit, im Regierungsbezirk Gumbinnen der preußischen Provinz Ostpreußen. Im Jahre 1910 waren in Woydehnen 296 Einwohner registriert. Ihre Zahl verringerte sich bis 1933 auf 251 und belief sich 1939 noch auf 232. Das Dorf wurde am 3. Juni – amtlich bestätigt am 16. Juli – im Jahre 1938 aus politisch-ideologischen Gründen zur Vermeidung fremdländisch klingender Ortsnamen in „Wodehnen“ umbenannt und kam in Kriegsfolge 1945 zur Sowjetunion.

#### Amtsbezirk Woydehnen/Wodehnen (1874–1945)
Zwischen 1874 und 1945 bildete Woydehnen einen Amtsbezirk, der bis 1922 zum Kreis Ragnit, danach zum Landkreis Tilsit-Ragnit in Ostpreußen gehörte. Anfangs waren ihm fünf, am Ende noch vier Orte zugeordnet:
| Name                            | Änderungsname 1938 bis 1946 | Russischer Name          | Bemerkungen                                             |
| ------------------------------- | --------------------------- | ------------------------ | ------------------------------------------------------- |
| Kurschen                        |                             | Rakitino                 | 1928 nach Jonienen (Amtsbezirk Kindschen) eingegliedert |
| Petratschen, Ksp. Ragnit        | Petersfelde (Ostpr.)        |                          |                                                         |
| Pröwoiszen 1936–38: Pröwoischen | Pröschen                    |                          |                                                         |
| Schuppinnen, Ksp. Ragnit        | Schuppenau                  | Scharowo, jetzt: Wetrowo |                                                         |
| Woydehnen                       | Wodehnen                    | Wetrowo                  |                                                         |

### Schuppinnen (Schuppenau) / Scharowo
Das einstige Schuppinnen bestand vor 1945 aus mehreren großen kleinen Höfen. 1874 wurde das Dorf in den Amtsbezirk Woydehnen (ab 1939 „Amtsbezirk Wodehnen“) eingegliedert, zu dem es bis 1945 innerhalb des Kreises Ragnit (ab 1922: „Landkreis Tilsit-Ragnit“) im Regierungsbezirk Gumbinnen der preußischen Provinz Ostpreußen gehörte. In Schuppinnen lebten im Jahre 1910 141 Menschen, 1933 waren es 147 und 1939 131. Am 3. Juni 1938 erhielt der Ort den veränderten Namen „Schuppenau“ und wurde 1945 der Sowjetunion zugeordnet.
Im Jahr 1950 wurde der Ort in Scharowo umbenannt und gleichzeitig in den Dorfsowjet Petrowski im Rajon Sowetsk eingeordnet.

#### Persönlichkeiten des Ortes
- Elisabeth Brönner (* 19. Februar 1880 in Schuppinnen; † 1950), deutsche Politikerin der DDP

### Wetrowo
Nach der Eingliederung in die Sowjetunion wurde Woydehnen/Wodehnen im Jahr 1947 in „Wetrowo“ umbenannt und gleichzeitig in den Dorfsowjet Petrowski selski Sowet im Rajon Sowetsk eingeordnet, dem späteren Rakitinski selski Sowet im Rajon Neman. Vor 1975 würde der Ort Scharowo an Wetrowo angeschlossen. Etwa im Jahr 1997 gelangte Wetrowo in den Dorfbezirk Mitschurinski selski okrug. Von 2008 bis 2016 gehörte der Ort zur städtischen Gemeinde Nemanskoje gorodskoje posselenije und seither zum Stadtkreis Neman.

## Kirche
Woydehnen resp. Wodehnen bzw. Schuppinnen resp. Schuppenau waren mit ihrer fast ausnahmslos evangelischen Bevölkerung bis 1945 in das Kirchspiel der Kirche Ragnit eingepfarrt. Sie gehörte zur Diözese Ragnit im Kirchenkreis Tilsit-Ragnit innerhalb der Kirchenprovinz Ostpreußen der Kirche der Altpreußischen Union. Heute liegt Wetrowo im weitflächigen Einzugsbereich der neu entstandenen evangelisch-lutherischen Gemeinde in Sabrodino (Lesgewangminnen, 1938 bis 1946 Lesgewangen) innerhalb der Propstei Kaliningrad (Königsberg) der Evangelisch-lutherischen Kirche Europäisches Russland.